# Dieter Döhl
Dieter Döhl – niemiecki bokser, zdobywca 2. miejsca na mistrzostwach Unii Europejskiej w 2008 roku. W finale pokonał go Billy Joe Saunders.